# شيقيكي تسوجيموتوه
شيقيكي تسوجيموتوه (باليابانية: 辻本 茂輝) (23 يونيو 1979 في سويتا في اليابان – )؛ هو لاعب كرة قدم ياباني سابق كان يلعب كمدافع.

## وصلات خارجية
- شيقيكي تسوجيموتوه على موقع الاتحاد الدولي (مؤرشف)  (الإنجليزية)
- شيقيكي تسوجيموتوه على موقع رابطة كرة القدم اليابانية للمحترفين (اليابانية)
- شيقيكي تسوجيموتوه على موقع قاعدة بيانات كرة القدم.إي يو (الإنجليزية)
- شيقيكي تسوجيموتوه على موقع Soccerway.com (الإنجليزية)
- شيقيكي تسوجيموتوه على موقع عالم كرة القدم.نت (الإنجليزية)